# Казе Фанфани (Бергамо)
Казе Фанфани је насеље у Италији у округу Бергамо, региону Ломбардија.
Према процени из 2011. у насељу је живело 28 становника. Насеље се налази на надморској висини од 700 m.